# 28 de Julio (Metropolitano)
La estación 28 de Julio es una estación del Metropolitano en Lima. Está ubicada en la intersección de la vía expresa del Paseo de la República con la avenida Veintiocho de Julio (oficialmente avenida Miraflores para diferenciarla de la ubicada en el distrito de Lima) en el distrito de Miraflores. Su entorno es principalmente residencial.

## Características
Tiene cuatro plataformas para el embarque y desembarque de pasajeros, la entrada se ubica en el nivel superior junto al puente de la avenida sobre la vía expresa del Paseo de la República. Cuenta con escaleras y ascensor (solo personas con movilidad reducida) para descender al primer nivel de la estación, además de máquinas y taquilla para la compra y recarga de tarjetas.

## Servicios
La estación es atendida por los siguientes servicios:
| Servicio troncal | Indicador     | Lunes a viernes                | Lunes a viernes | Sábado                         | Sábado        | Domingo       | Domingo       |
| Servicio troncal | Indicador     | Norte a Sur                    | Sur a Norte     | Norte a Sur                    | Sur a Norte   | Domingo       | Domingo       |
| Servicio troncal | Indicador     | Norte a Sur                    | Sur a Norte     | Norte a Sur                    | Sur a Norte   | Norte a Sur   | Sur a Norte   |
| ---------------- | ------------- | ------------------------------ | --------------- | ------------------------------ | ------------- | ------------- | ------------- |
| Regular          | Regular C     | 05:00 - 23:00                  | 05:00 - 23:00   | 05:00 - 23:00                  | 05:00 - 23:00 | 05:00 - 22:00 | 05:00 - 22:00 |
| Expreso          | Expreso 1     | 05:30 - 21:00                  | 05:00 - 21:00   | 06:30 - 21:00                  | 06:00 - 21:00 | 06:30 - 21:00 | 06:00 - 21:00 |
| Expreso          | Expreso 2     | 05:00 - 09:00 (estación final) | Sin Servicio    | 06:00 - 09:00 (estación final) | Sin Servicio  | Sin Servicio  | Sin Servicio  |
| Expreso          | Super Expreso | 05:30 - 09:00 (estación final) | Sin Servicio    | 06:00 - 09:00 (estación final) | Sin Servicio  | Sin Servicio  | Sin Servicio  |